# Scottish Third Division 2001/02
Die Scottish Football League Third Division wurde 2001/02 zum insgesamt achten Mal unter diesem Namen ausgetragen. Es war zudem die achte Austragung der Third Division als nur noch vierthöchste schottische Liga. In der vierthöchsten Fußball-Spielklasse der Herren in Schottland traten in der Saison 2001/02 10 Klubs in insgesamt 36 Spieltagen gegeneinander an. Jedes Team spielte jeweils viermal gegen jedes andere Team. Bei Punktgleichheit zählte die Tordifferenz.
Die Meisterschaft gewann Brechin City, das sich gleichzeitig zusammen mit dem Tabellenzweiten FC Dumbarton, die Teilnahme an der Second Division-Saison 2002/03 sicherte. Torschützenkönig mit 19 Treffern wurde Iain Stewart vom FC Peterhead.

## Vereine
| Verein                | Stadt      | Stadion                    |
| --------------------- | ---------- | -------------------------- |
| Albion Rovers         | Coatbridge | Cliftonhill                |
| Brechin City          | Brechin    | Glebe Park                 |
| FC Dumbarton          | Dumbarton  | Dumbarton Football Stadium |
| FC East Fife          | Methil     | Bayview Stadium            |
| FC East Stirlingshire | Falkirk    | Firs Park                  |
| Elgin City            | Elgin      | Borough Briggs             |
| FC Montrose           | Montrose   | Links Park                 |
| FC Peterhead          | Peterhead  | Balmoor Stadium            |
| FC Queen’s Park       | Glasgow    | Hampden Park               |
| Stirling Albion       | Stirling   | Forthbank Stadium          |

## Statistiken

### Abschlusstabelle
| Pl. | Verein                | Sp. | S  | U  | N  | Tore    | Diff. | Punkte |
| --- | --------------------- | --- | -- | -- | -- | ------- | ----- | ------ |
| 1.  | Brechin City          | 36  | 22 | 7  | 7  | 067:380 | +29   | 73     |
| 2.  | FC Dumbarton          | 36  | 18 | 7  | 11 | 059:480 | +11   | 61     |
| 3.  | Albion Rovers         | 36  | 16 | 11 | 9  | 051:420 | +9    | 59     |
| 4.  | FC Peterhead          | 36  | 17 | 5  | 14 | 063:520 | +11   | 56     |
| 5.  | FC Montrose           | 36  | 16 | 7  | 13 | 043:390 | +4    | 55     |
| 6.  | Elgin City            | 36  | 13 | 8  | 15 | 045:470 | −2    | 47     |
| 7.  | FC East Stirlingshire | 36  | 12 | 4  | 20 | 051:580 | −7    | 40     |
| 8.  | FC East Fife          | 36  | 11 | 7  | 18 | 039:560 | −17   | 40     |
| 9.  | Stirling Albion (A)   | 36  | 9  | 10 | 17 | 045:680 | −23   | 37     |
| 10. | FC Queen’s Park (A)   | 36  | 9  | 8  | 19 | 038:530 | −15   | 35     |

Platzierungskriterien: 1. Punkte – 2. Tordifferenz – 3. geschossene Tore – 4. Direkter Vergleich (Punkte, Tordifferenz, geschossene Tore)
| Saison 2001/02 |

| Zum Saisonende 2000/01 |                                   |
| (A)                    | Absteiger aus der Second Division |